# Salsipuedes, Jalisco
Salsipuedes är en ort i Mexiko.   Den ligger i kommunen Lagos de Moreno och delstaten Jalisco, i den centrala delen av landet, 400 km nordväst om huvudstaden Mexico City. Salsipuedes ligger 2 168 meter över havet och antalet invånare är 123.
Terrängen runt Salsipuedes är kuperad norrut, men söderut är den platt. Runt Salsipuedes är det ganska tätbefolkat, med 56 invånare per kvadratkilometer. Närmaste större samhälle är La Merced, 13,8 km sydost om Salsipuedes. Trakten runt Salsipuedes består i huvudsak av gräsmarker.